# Fab Morvan
Fabrice Maxime Sylvain Morvan (Parigi, 14 maggio 1966) è un cantante e ballerino francese, ex membro del duo Milli Vanilli assieme a Rob Pilatus.

## Biografia

### Primi anni di vita
Fab Morvan è nato nel 1966 Parigi da genitori dell'isola di Pointe-à-Pitre. Quando aveva diciotto anni si trasferì in Germania, dove lavorò come ballerino e modello e divenne amico di Rob Pilatus.

### Milli Vanilli
Nel 1988, il produttore Frank Farian, celebre per aver lanciato i Boney M., propose a Morvan e Pilatus di entrare nei Milli Vanilli. Dal momento che non sapevano cantare e suonare, i due ragazzi vennero supportati da un gruppo musicale fantasma comprendente i tre cantanti Charles Shaw, John Davis e Brad Howell; nel corso dei loro concerti, si sarebbero esibiti in playback.
I Milli Vanilli ottennero numerosi dischi di platino e diversi loro brani giunsero al primo posto delle classifiche. Le loro hit sono contenute in All or Nothing del 1988 e Girl You Know It's True del 1989. 
La fortuna del duo subì una battuta d'arresto quando, durante un live di MTV, per un problema tecnico fu evidente che il duo si stava esibendo in playback. Nel 1990, Farian ammise che i due non erano veri cantanti. Ciò portò al ritiro del premio Grammy Award al miglior artista esordiente ottenuto poco tempo prima. Nello stesso periodo venne lanciato il gruppo composto dai veri musicisti che avevano cantato e suonato nei Milli Vanilli: The Real Milli Vanilli. Morvan e Pilatus tentarono di rilanciare senza successo la carriera con il progetto Rob & Fab. Rob Pilatus morì nel 1998 per overdose, sancendo così la fine definitiva dei Milli Vanilli.

### Carriera solista
Nel 2003 Morvan pubblicò il suo primo album Love Revolution, da lui prodotto, scritto e registrato e dove canta con la sua vera voce. Pubblicherà altri dischi a suo nome, tra cui See the Light (2012) con i  Fabulous Addiction e One of These Nights (2014) con i  NightAir.
Nel 2007 venne annunciato un documentario della Universal Pictures in cui Morvan avrebbe rivestito il ruolo di consulente e offerto il punto di vista suo e di Pilatus. La pellicola non venne mai ultimata.
Nel 2016 Morvan comparve in una pubblicità della Kentucky Fried Chicken ispirata alla storia dei Milli Vanilli. È anche presente nel teaser del film Spirited - Magia di Natale, uscito nel 2022.
Il cantante appare tra gli intervistati nel film Milli Vanilli (2023), dedicato alla controversa formazione.

## Discografia

### Da solista

#### Album in studio
- 2003 – Love Revolution
- 2012 – See the Light (con i Fabulous Addiction)
- 2014 – One of These Nights (con i NightAir)

#### Singoli
- 2007 – Don't You (con R.O.O.O.M)
- 2013 – Sweet Summer Lovin' (con Dimitri Wouters)
- 2014 – Feed Our Soul (con Dani Hageman)

#### Extended play
- 2012 – Now You're Calling (con Dani Hageman)

### Nei gruppi

#### Nei Rob & Fab

##### Album in studio
- 1993 – Rob & Fab

## Filmografia
- When (regia di Riccardo Scipio), 1999
- Milli Vanilli (regia di Luke Korem), 2023